# Landsberger Verkehrsgemeinschaft

Logo der Landsberger Verkehrsgemeinschaft

Die Landsberger Verkehrsgemeinschaft (LVG) war ein Zusammenschluss der örtlichen Busverkehrsunternehmen im Landkreis Landsberg am Lech.
Es bestand ein Gemeinschaftstarif für alle regionalen Busunternehmen, in den der Eisenbahnverkehr nicht integriert war.
Mit dem Beitritt des Landkreises Landsberg am Lech zum Münchner Verkehrsverbund (MVV) am 1. Januar 2025 wurde die Landsberger Verkehrsgemeinschaft aufgelöst. Ihre Aufgaben übernahm der MVV.

## Linien
Die folgenden Linien waren in der LVG eingebunden:

### Stadtbus Landsberg
Linien 1–5: (Stadtbus Landsberg GmbH)
Linie 30: Landsberg – Kaufering (Schneider Reisen GmbH)

### Regionalbusse
Linie 11: Kaufering – Landsberg – Erpfting – Ellighofen und zurück (Fa. Eisele)
Linie 13: (Kaufering –) Landsberg – Hofstetten – Diessen und zurück (Waibel Bus GmbH)
Linie 14: (Kaufering –) Landsberg – Finning – Utting und zurück (Fa. Schnappinger)
Linie 131: Teilstrecke Landsberg – / Penzing – Diessen und zurück (Waibel Bus GmbH)
Linie 141: Kinsau – / Mundraching – Schondorf und zurück (Fa. Schnappinger)
Linie 21: Landsberg – Rott – Weilheim und zurück (RVO Regionalverkehr Oberbayern GmbH)
Linie 22: Landsberg – Schongau und zurück (Regionalverkehr Oberbayern GmbH)
Linie 221: Landsberg – Denklingen – Asch – Fuchstal und zurück (Fa. Schneider GmbH)
Linie 30: Kaufering – Landsberg und zurück (Fa. Schneider GmbH)
Linie 301: Teilstrecke Kaufering – Landsberg und zurück  (Fa. Schneider GmbH)
Linie 305: Kaufering – Penzing (Fa. Schneider GmbH)
Linie 31: Landsberg – Kaufering – Igling – Hurlach (Fa. Sconsider GmbH)
Linie 40: Kaufering – Landsberg – Schondorf – Inning und zurück (RBA Regionalverkehr Augsburg GmbH)
Linie 46: Kaufering – Asch (Fa. Degener)

### Ortsbus
Linie 92 ist der Ortsbus Kaufering. Der Ortsbus Kaufering (LVG-Linie 92) wurde am 7. September 1999 eingeführt. Bis zum 31. Dezember 1999 blieb er kostenlos. Da aber die Kosten zu hoch waren, wurde ab dem 1. Januar 2000 kostenpflichtig. Der Ortsbus wurde mit dem dritten Fahrplanwechsel wieder gratis nutzbar. Die Kosten von rund 25.000 Euro übernahm die Gemeinde. Seit dem 1. Januar 2023 ist der Ortsbus kostenpflichtig.
Der Ortsbus hatte einen festen Fahrplan vom 7. September 1999 bis zum 3. Juli 2007. Der Verkehr beschränkte sich jedoch auf die Relation vom Bahnhof zum Neubaugebiet von Kaufering. So wurde der Fahrplan 2007 erneut gewechselt. Dann wurden auch zwei neue Stationen gebaut. Es handelt sich um die in Altkaufering liegenden Stationen Kaufering GH, Zur Brücke und Kaufering Zentrum. Der Fahrplan blieb über zehn Jahre vom 3. Juli 2007 bis zum 11. Dezember 2021 gültig. Am 12. Dezember 2021 wechselte der Fahrplan erneut. Außerdem waren nur zwei Haltestellen von Anfang an dabei: Kaufering, Seniorenstift und Kaufering, Bahnhof.

## Beteiligte Verkehrsunternehmen und Entstehung
Folgende Busunternehmen wanden den Gemeinschaftstarif an:
- Regionalverkehr Oberbayern GmbH ("Oberbayernbus")
- Eduard Eisele GmbH & Co. KG
- Enzian Reisen GmbH & Co. KG
- Fritz Meier GmbH
- H. Pflügler & Co
- Regionalbus Augsburg GmbH (RBA)
- Willi Schnappinger
- Schneider Reisen GmbH
- Verkehrsgesellschaft Kirchweihtal GmbH
- Waibel Bus GmbH
- Stadtbus Landsberg GmbH

Diese elf Unternehmen gründeten 1995 die LVG mit dem Ziel, den Landkreis zu vernetzen.

## Weblink
- Website des Verkehrsverbundes